# ウィリアム・トーマス・ブランフォード
ウィリアム・トーマス・ブランフォード（William Thomas Blanford、1832年10月7日 - 1905年6月23日）は、イギリスの地質学者、博物学者。

## 生涯
ロンドンに生まれた。ブライトンやパリで学び、イタリアのチヴィタヴェッキアで商人として働いた後、1851年にイギリスに戻り、新しく設立された王立鉱山学校（現在のインペリアル・カレッジ・ロンドン）に入学した。後にインド気象局の局長になる弟のヘンリー・フランシス・ブランフォードはすでに王立鉱山学校で学んでいた。ヘンリー・デ・ラ・ビーチやライアン・プレイフェアなどに学んだ。
ドイツのフライベルク鉱山学校で学んだ後、弟とともにインド地質調査所に職を得て、ブランドフォードは27年間インド地質調査所で働いた。1882年に退職した後、イギリス領インド帝国の動物相に関する著作を行った。
ラニガンジ炭鉱、ボンベイ、タルチャー近くの炭鉱などインド各地で働き、タルチャーでは氷河によっての運ばれた巨礫を発見するという地質学上の重要な貢献をおこなった。
地質学のみでなく、動物学、とくに陸生の軟体動物や脊椎動物にも興味を持っていた。1866年にアビシニア（エチオピア）の調査に参加したのをはじめ、ロシアなどを旅した。
1874年に王立協会の会員に選ばれ、1888年にロンドン地質学会の会長に選ばれた。

## 受賞歴
- 1883年: ウォラストン・メダル（ロンドン地質学会）[3]
- 1901年: ロイヤル・メダル（王立協会）[1]
- 1904年: インド帝国勲章コンパニオン[4]